# ستيفن إل. كارتر
ستيفن إل. كارتر (بالإنجليزية: Stephen L. Carter)‏‏ (26 أكتوبر 1954 في واشنطن - ) روائي، وشاعر قانوني، وكاتب، ومحامي، وصحفي من الولايات المتحدة.

## الجوائز
- جائزة غراويماير [الإنجليزية]‏
- جائزة أنسفيلد - وولف  [لغات أخرى]‏